# Glenmalure
Le Glenmalure (en irlandais : Gleann Molúra) est un glen et un village d'Irlande situés dans les montagnes de Wicklow. La vallée passe sur le versant oriental du groupe montagneux de Lugnaquilla et aboutit en amont à Table Mountain, Conavalla et Camenabologue, où elle jouxte le Glen of Imaal.